# ديدوموس الأول
ديدوموس الأول، (بالإنجليزية: Dedumose I)‏. فرعون مصري من الفترة الانتقالية الثانية. سبق وحصل تضارب آراء بين العلماء حول نسبه للعصر والأسرة الذي ينتمي اليها. فوفقا لعلماء مصر القديمة من امثال، كيم ريهولت، داريل بيكر، ايدان دودسون وديان هيلتون، فانه كان ملكا للأسرة السادسة عشر،  قام عدد اخر من العلماء من امثال، يورغن فون بيكيراث، توماس شنايدر وديتلف فرانك باعتباره ملكا للأسرة الثالثة عشر بدلا من ذلك.